# T. P. McKenna
Thomas Patrick McKenna (7 de setembro de 1929 - 13 de fevereiro de 2011) foi um ator irlandês que trabalhou no teatro, no cinema e na televisão na Irlanda e no Reino Unido desde a década de 1950.